# Arachnomimus aureopubescens
Arachnomimus aureopubescens är en insektsart som beskrevs av Wiendl 1970. Arachnomimus aureopubescens ingår i släktet Arachnomimus och familjen syrsor. Inga underarter finns listade i Catalogue of Life.